# فخ بوبي فيشر
فخ بوبي فيشر، اللاعب الأميركي الشهير، هو فخ يقوم به اللاعب الأبيض ضد اللاعب الأسود.
يفتتح اللاعب الأبيض اللعب بدفع بيدق الملك خطوتين إلى الأمام، فيرد الأسود بالدفاع الصقلي، ويستمر اللعب على الترتيبة التالية:
1- e4 c5
2- حصان f3 حصان c6
3- d4 cxd4
4- حصانg6 d4x
5- حصان c3 فيل g7
6- فيل e3 حصان f6
7- فيل c4 تبييت
هنا يحرك اللاعب الأبيض فيله إلى المربع b3 كونه أكثر أماناً، ويقع اللاعب الأسود في الفخ عندما يلعب الحصان إلى a5 طالباً هذا الفيل الخطر والذي يهدد بيدق الملك f7 .
يجيب اللعب الأبيض ب e5، وهنا يكون الأسود قد وقع في الفخ تماماً، فقد يخسر اللعبة بالكامل، أو يخسر وزيره، أو يخسر عدداً كبيراً من قطعه. 